# 多内尔斯巴赫瓦尔德
多内尔斯巴赫瓦尔德是奥地利施蒂利亚州利岑县的一个市镇。总面积114.29平方公里，2005年普查人口總數為364人，人口密度平均每平方公里3.2人。